# KRC Gent
KRC Gent – belgijski klub piłkarski, mający siedzibę w dzielnicy Oostakker w mieście Gandawa, w północno-zachodniej części kraju. Obecnie gra w Tweede klasse amateurs.

## Historia
Chronologia nazw:
- 1899: Racing Club de Gand – po fuzji klubów AC Gantois, Sport Pédestre Gantois i FC Gantois
- 1903: Racing Club de Gand – po fuzji ze Sportmen’s Club Gantois
- 1925: Royal Racing Club de Gand
- 1969: Royal Racing Club Gent
- 1987: Royal Racing Club Heirnis Gent – po fuzji z FC Heirnis Gent
- 1999: Royal Racing Club Gent
- 2000: Royal Racing Club Gent-Zeehaven – po fuzji z KVV Standard Meulestede
- 2002: K. Racing Club Gent-Zeehaven – po fuzji z KFC Oostakker
- 2016: K. Racing Club Gent

Klub sportowy Racing Club de Gand został założony w miejscowości Gandawa 1 kwietnia 1899 roku w wyniku połączenia Athletic Club Gantois, Sport Pédestre Gantois i Football Club Gantois, po czym dołączył do UBSSA. W sezonie 1899/00 startował w rozgrywkach Coupe de Championnat, grając w grupie flamandzkiej, zwanej Ere Afdeling Oost- en West-Vla, w której zajął przedostatnie trzecie miejsce. W 1900 rozgrywki na pierwszym poziomie zostały reorganizowane do jednej ligi, a klub został zakwalifikowany do Ere Afdeling Oost- en West-Vla. W latach 1900–1908 organizowano rozgrywki regionalne w Division 2, z której najlepsze kluby awansowały do Division 1. W sezonach 1902/03, 1905/06 i 1907/08 klub po zwycięstwie w grupie flamandzkiej występował następnie w Division 1. W 1903 roku do klubu dołączył Sportmen’s Club Gantois. W sezonie 1907/08 zespół zajął pierwsze miejsce w Division 1, a potem w dodatkowym meczu o tytuł mistrza dywizji zwyciężył 4:3 Royal Excelsior SC. W 1909 klub debiutował w Division d’Honneur. Debiutowy sezon na najwyższym poziomie zakończył na ostatniej 9.pozycji i spadł do drugiej ligi. Po dwóch sezonach w Promotion, w 1911 klub wrócił do Division d’Honneur i tym razem zatrzymał się w najwyższej dywizji na kolejne 3 sezony. Jednak z powodu wybuchu I wojny światowej rozgrywki piłkarskie zostały zawieszone na 5 lat. W 1912 roku klub grał w finale Pucharu Belgii, ale przegrał z Racing Club de Bruxelles.
W 1919 po wznowieniu rozgrywek klub kontynuował występy na najwyższym poziomie, gdzie grał do lat trzydziestych XX wieku, z wyjątkiem dwóch sezonów 1922/23 i 1930/31. W 1925 roku klub został uznany przez „Société Royale” w związku z czym przemianowany na Royal Racing Club de Gand. W 1925 i 1929 klub osiągnął najlepsze wyniki, zajmując piąte miejsce w końcowym rankingu. W grudniu 1926 roku w belgijskiej piłce nożnej powstał rejestr matriculaire, czyli rejestr klubów zgodnie ich dat założenia. Racing otrzymał nr rejestracyjny matricule 11.
W sezonie 1934/35 zajął przedostatnie 13.miejsce w Division d’Honneur i znów spadł do drugiej ligi. Trzy lata później, w 1938 ponownie zajął przedostatnie 13.miejsce w Série A Division 1 i został zdegradowany do Promotion (D3). Po ponad dekadzie na trzecim poziomie klub w 1951 został mistrzem w swojej Série B Promotion i awansował do drugiej ligi, w następnym roku znów wygrał Série A Division 1 i po 17 latach wrócił do pierwszej ligi. Jednak występ był krótkotrwały, po zajęciu w sezonie 1952/53 przedostatniej 15.pozycji w Eerste klasse spadł z powrotem do drugiej ligi, która zmieniła nazwę na Tweede klasse. Trzy lata później został zdegradowany do Derde klasse. Klub utknął w trzeciej i czwartej lidze przez następne pół wieku, a nawet grał przez sześć sezonów na poziomie prowincjonalnym (D5) w latach 80. XX wieku.
24 lutego 1969 roku nazwa klubu została przekształcona na flamandzkie brzmienie Royal Racing Club Gent. W tym że roku powstał klub FC Heirnis Gent (nr rejestr. 7504), z którym Racing połączył się 1 lipca 1987 roku w Royal Racing Club Heirnis Gent. Do momentu połączenia zespół grał w biało-białą koszulkę w paski z czarnymi spodniami i czarno-białymi getrami, po połączeniu z Heirnis, który grał w barwach czarno-żółtych, getry zmieniły kolor na żółty. W 1998 roku zrezygnowano z żółtych getrów i na prośbę kibiców nazwa została przywrócona do historycznej RRC Ghent w 1999 roku. W 2000 roku nastąpiła fuzja z KVV Standard Meulestede (numer rejestr. 432), po czym stał się nazywać się Royal Racing Club Gent-Zeehaven. Ponieważ Meulestede grał w barwach żółto-czerwonych, na strojach założono czerwono-żółty kołnierz. Wreszcie, latem 2002 roku, po połączeniu z KFC Oostakker (nr rejestr. 2689), klub zmienił nazwę na Koninklijke Racing Club Gent-Zeehave i ponownie występował w całkowicie czarnym stroju.
W 2003 klub po raz kolejny spadł do Vierde klasse. W sezonie 2007/08 został mistrzem grupy B czwartej dywizji i wrócił do trzeciej dywizji. Jednak zespół nie utrzymał się w Tweede klasse i po roku ponownie spadł do czwartej dywizji. W sezonie 2012/13 wygrał mistrzostwo w A czwartej dywizji i potem grał w trzeciej dywizji.
1 lipca 2016 roku nazwa została zmieniona – z powrotem do korzeni – na Koninklijke Racing Club Gent, w skrócie KRC Gent.
Przed rozpoczęciem sezonu 2016/17 doszło do reorganizacji systemu lig. W wyniku tej zmiany klub został zakwalifikowany do czwartej ligi, zwanej Tweede klasse Amateurs. Sezon 2019/20 nie dokończono z powodu COVID-19. Klub został sklasyfikowany na piątej pozycji, którą posiadał po 24 kolejkach przed zawieszeniem rozgrywek.

## Barwy klubowe, strój
|  |  |

Klub ma barwy biało-czarne. Zawodnicy domowe spotkania zazwyczaj grają w pasiastych pionowo biało-czarnych koszulkach, czarnych spodenkach oraz czarnych getrach.

## Sukcesy

### Trofea międzynarodowe
Nie uczestniczył w rozgrywkach europejskich (stan na 31-05-2019).

### Trofea krajowe
| \| \| Zdobyte trofea w rozgrywkach Belgii (stan na: 31-05-2019) \| |                                                           |      |                                                                   |
| Rozgrywki                                                          | Osiągnięcie                                               | Razy | Sezon(y)                                                          |
| Mistrzostwo                                                        | I miejsce                                                 | 0    |                                                                   |
| Mistrzostwo                                                        | II miejsce                                                | 0    |                                                                   |
| Mistrzostwo                                                        | III miejsce                                               | 0    |                                                                   |
| Mistrzostwo                                                        | 5.miejsce                                                 | 2    | 1924/25, 1928/29                                                  |
| Puchar                                                             | zdobywca                                                  | 0    |                                                                   |
| Puchar                                                             | finalista                                                 | 1    | 1911/12                                                           |
| II liga                                                            | I miejsce                                                 | 5    | 1900/01 (Afdeling Vlaanderen), 1907/08, 1910/11, 1930/31, 1951/52 |
| II liga                                                            | II miejsce                                                | 1    | 1922/23                                                           |
| II liga                                                            | III miejsce                                               | 1    | 1935/36                                                           |
| Belgia                                                             | Zdobyte trofea w rozgrywkach Belgii (stan na: 31-05-2019) |      |                                                                   |

- Division 2 / Promotion (D3):
  - mistrz (3x): 1902/03 (Afdeling Vlaanderen), 1905/06 (Afdeling Antwerpen & Oost-Vlaanderen), 1950/51
  - wicemistrz (6x): 1903/04 (Afdeling Antwerpen & Oost-Vlaanderen), 1904/05 (Afdeling Antwerpen & Oost-Vlaanderen), 1906/07 (Afdeling Vlaanderen), 1907/08 (Afdeling Vlaanderen), 1938/39, 1948/49
  - 3.miejsce (3x): 1901/02 (Afdeling Vlaanderen), 1942/43, 1949/50

- Vierde klasse (D4):
  - mistrz (4x): 1971/72 (D), 1993/94 (A), 2007/08 (B), 2012/13 (A)
  - wicemistrz (2x): 1971/72 (D), 2003/04 (A)
  - 3.miejsce (3x): 1970/71 (D), 1990/91 (A), 1992/93 (A)

## Poszczególne sezony

### Rozgrywki międzynarodowe

#### Europejskie puchary
Nie uczestniczył w rozgrywkach europejskich.

### Rozgrywki krajowe
| \| Belgia \| Bilans występów klubu w rozgrywkach piłkarskich Belgii (Stan na 31 maja 2019 r.) \| \| |                                                                                  |        |       |   |   |   |    |    |     |                                                                                                |        |        |      |
| Poziom                                                                                              | Rozgrywki                                                                        | Sezony | Mecze | Z | R | P | B+ | B– | Pkt | Lata                                                                                           | Awanse | Spadki | Naj. |
| I                                                                                                   | Ere Afdeling Oost- en West-Vla/ Division d’Honneur/ Eerste klasse                | 20     |       |   |   |   |    |    |     | 1899–1900, 1908–1909, 1911–1922, 1923–1930, 1931–1935, 1952–1953                               | 0      | 6      | 5    |
| II                                                                                                  | Division 1/ Promotion/ Tweede klasse                                             | 14     |       |   |   |   |    |    |     | 1900/01, 1902/03, 1905/06, 1907/08, 1909–1911, 1922/23, 1930/31, 1935–1938, 1951/52, 1953–1955 | 5      | 2      | 1    |
| III                                                                                                 | Division 2 Afdeling Vlaanderen/ Promotion/ Derde klasse                          | 45     |       |   |   |   |    |    |     | 1901–1908, 1938–1951, 1955–1969, 1972/73, 1994–2003, 2008/09, 2013–2016                        | 4      | 5      | 1    |
| IV                                                                                                  | Vierde klasse/ Tweede klasse amateurs                                            | 32     |       |   |   |   |    |    |     | 1969–1972, 1973–1981, 1986/87, 1988–1994, 2003–2008, 2009–2013, od 2016                        | 4      | 2      | 1    |
| V                                                                                                   | Eerste prov. O-Vl                                                                | 6      |       |   |   |   |    |    |     | 1981–1986, 1987/88                                                                             | 2      | 0      | 1    |
| | Puchar Belgii                                                                    | 28+    |       |   |   |   |    |    |     | od 1911                                                                                        | 0      | 0      | 2    |
| Belgia                                                                                              | Bilans występów klubu w rozgrywkach piłkarskich Belgii (Stan na 31 maja 2019 r.) |        |       |   |   |   |    |    |     |                                                                                                |        |        |      |

## Struktura klubu

### Stadion
Klub piłkarski rozgrywał swoje mecze domowe na stadionie PGB-stadion w Gandawie o pojemności 2500 widzów. Wcześniej, w latach 1905–2010 klub grał na Stade Emmanuel-Hiel, który mógł pomieścić 6500 kibiców.

## Kibice i rywalizacja z innymi klubami

### Derby
- KAA Gent